# Ancylotrypa rufescens
Ancylotrypa rufescens är en spindelart som först beskrevs av Hewitt 1916.  Ancylotrypa rufescens ingår i släktet Ancylotrypa och familjen Cyrtaucheniidae. Inga underarter finns listade i Catalogue of Life.